# Струвай, Эстанислао
Эстанисла́о Струва́й Саманье́го (исп. Estanislao Struway Samaniego; родился 25 июня 1968 года) — футбольный полузащитник из Парагвая, получивший прозвище Тани во время своей игровой карьеры.

## Клубная карьера
На клубном уровне Струвай провёл большую часть своей карьеры в Парагвае, где он выиграл пять чемпионских титулов. Он также играл на профессиональном уровне в Аргентине, Перу и Бразилии. Его первым клубом был «Серро Портеньо», где он дебютировал в 1988 году, он выиграл два титула парагвайской лиги в свой первый период пребывания в клубе, в 1990 и 1992 годах.
Струвай присоединился к аргентинскому «Расинг Авельянеда» в 1995 году, ни разу не забил. Он присоединился к клубу из Примеры B Насьональ «Лос-Андес» в следующем сезоне. В 1996 году он играл за «Спортинг Кристал» в Перу.
Струвай играл в Бразилии в конце 1990-х годов за «Португеза Деспортос» и «Коритибу».
В 1999 году он вернулся в «Серро Портеньо», где выиграл ещё один чемпионский титул в 2001 году. В 2002 году он перешёл в «Либертад», где провёл ещё две выигрышные кампании в чемпионате. Он провёл свои последние годы в карьере, играя за «12 октября», а затем за «Спортиво Итено» до ухода со спорта в 2005 году.

## Международная карьера
Струвай дебютировал за сборную Парагвая 27 февраля 1991 года в товарищеском матче против Бразилии, который закончился вничью 1:1. Он сыграл в общей сложности 74 матча за сборную, забив четыре гола. Он играл на чемпионате мира по футболу 2002 года и на пяти розыгрышах кубка Америки: 1991, 1993, 1995, 1997 и 2001 года.

## Достижения
«Серро Портеньо»
- Чемпионат Парагвая: 1990, 1992, 2001

«Спортинг Кристал»
- Чемпионат Перу: 1996

«Коритиба»
- Лига Паранаэнсе: 1999

«Либертад»
- Чемпионат Парагвая: 2002, 2003